# Vacheron Constantin
Vacheron Constantin SA es una manufactura de relojes de lujo suiza, fundada en 1755. Desde 1996 es una filial del Grupo Richemont. Es uno de los fabricantes de relojes más antiguos del mundo, con una historia relojera ininterrumpida desde su fundación en 1755. En 2018 empleaba a alrededor de 1200 personas en todo el mundo, la mayoría de las cuales trabajaban en las plantas de fabricación de la empresa en el Cantón de Ginebra y en el Valle de Joux, en Suiza.
La firma es un fabricante relojes de gran prestigio. El reloj de bolsillo Vacheron Constantin N.º 402833 (1929), que era propiedad de Fuad I de Egipto, alcanzó un precio de 2,77 millones de dólares en una subasta celebrada en Ginebra el 3 de abril de 2005. En 2015, Vacheron Constantin presentó el reloj de bolsillo Referencia 57260, que actualmente posee el título del reloj mecánico más complicado jamás creado, incluyendo 57 complicaciones.

## Historia

### Orígenes

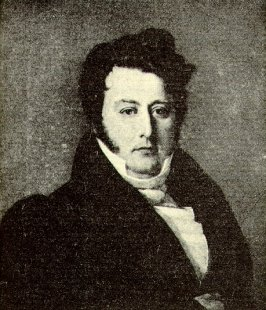
François Constantin

La empresa fue fundada en 1755 por Jean-Marc Vacheron, un relojero independiente en Ginebra, Suiza. Era un amigo cercano de los principales filósofos de la ilustración, Jean-Jacques Rousseau y Voltaire, debido a sus intereses comunes en la filosofía, la ciencia y la relojería. En 1770, la empresa de Vacheron creó el primer reloj con complicaciones del mundo y nueve años más tarde diseñó las primeras esferas giratorias (un ejemplo típico de este mecanismo es el dial que representa las fases de la luna). Abraham Vacheron, hijo de Jean-Marc Vacheron, se hizo cargo de la empresa familiar en 1785. En 1810, Jacques-Barthélemy Vacheron, nieto del fundador, se convirtió en el director de la empresa, iniciando las exportaciones de la firma a Francia e Italia.
Posteriormente, Jacques-Barthélemy se dio cuenta de que no podía gestionar el negocio en solitario. Para viajar al extranjero y vender los productos de la empresa, necesitaba un socio. En consecuencia, en 1819, François Constantin se convirtió en socio de Vacheron. La empresa continuó sus actividades bajo el nuevo nombre Vacheron & Constantin. El lema de la empresa (que permanece hoy), "Faire mieux si posible, ce qui est toujours posible (Hazlo mejor si es posible y eso siempre es posible)", apareció por primera vez en una carta de Constantin a Jacques-Barthélémy, fechada el 5 de julio de 1819.
François Constantin viajó por todo el mundo y comercializó los relojes de la compañía. El principal mercado en ese momento era América del Norte. En 1833, Vacheron y Constantin contrataron a Georges-Auguste Leschot, cuyo trabajo consistía en supervisar las operaciones de fabricación. En particular, Leschot fue inventor y sus creaciones resultaron ser un éxito para la empresa. Sus inventos tuvieron un impacto significativo en la industria relojera en general y fue la primera persona en estandarizar los movimientos de los relojes en calibres. En 1844, Georges-Auguste Leschot recibió una medalla de oro de la Sociedad de Artes de Ginebra, que apreciaba mucho el dispositivo pantográfico de Leschot, un dispositivo que permitía grabar mecánicamente pequeñas piezas de relojes y esferas.

### Reorganización

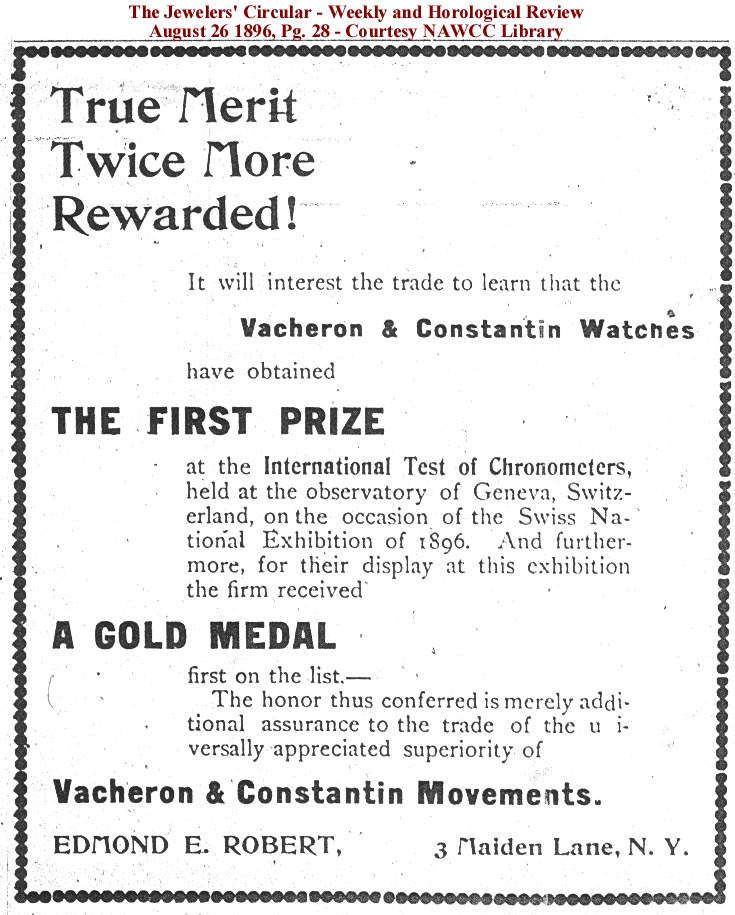
Anuncio de 1896 promocionando los resultados de las pruebas realizadas en un observatorio

Después de la muerte de François Constantin en 1854 y de Jacques-Barthélemy Vacheron en 1863, la empresa pasó a manos de una serie de herederos. Durante un tiempo estuvo dirigida por dos mujeres. En 1862, Vacheron Constantin se convirtió en miembro de la Asociación para la Investigación de Materiales No Magnéticos.
En 1877, Vacheron & Constantin, Fabricants, Geneve, se convirtió en el nombre oficial de la empresa. En 1880, la empresa comenzó a utilizar la cruz de Malta como símbolo, motivo que ha permanecido hasta la actualidad. El símbolo está inspirado en un componente del barril, que tenía forma de cruz y se usaba para limitar la tensión dentro del resorte motor.
En 1887, Vacheron & Constantin se reorganizó como sociedad por acciones. En particular, ese mismo año, el huevo de la Casa Fabergé contenía un reloj Vacheron Constantin Lady como sorpresa. Por sus notables logros, la empresa recibió una medalla de oro en la Exposición Nacional Suiza de Ginebra en 1887. La primera boutique de la firma en Ginebra se abrió en 1906.
Durante la Gran Depresión, Vacheron & Constantin se encontró en una situación difícil. En 1936, Charles Constantin se convirtió en el director de la empresa, la primera vez desde 1850 que un representante de la familia Constantin accedía a la presidencia de la empresa. Sin embargo, en 1940, Georges Ketterer adquirió la mayor parte de las acciones de la compañía en manos de Charles Constantin.

### Desarrollo reciente
George Ketterer murió en 1969 y su hijo, Jacques Ketterer, le sucedió como director de Vacheron & Constantin. En 1970, la empresa cambió oficialmente su nombre a Vacheron Constantin.
La empresa se vio afectada por la crisis del cuarzo durante las décadas de 1970 y 1980. Cuando Jacques Ketterer murió en 1987, Vacheron Constantin cambió de manos. El jeque Ahmed Zaki Yamani, antiguo ministro del petróleo de Arabia Saudita y ávido coleccionista de relojes, se convirtió en el accionista mayoritario de la empresa, que incorporó a su cartera personal de participaciones. En 1996, la totalidad del capital social de Vacheron Constantin fue comprada por el grupo suizo Richemont.
En 2004, Vacheron Constantin abrió su nueva sede y fábrica en Plan-les-Ouates, en el Cantón de Ginebra. El edificio de la sede de la firma fue diseñado por Bernard Tschumi. En octubre de 2005, el Grupo Richemont nombró a Juan Carlos Torres como director ejecutivo de la empresa. En la década de 2020 la empresa es miembro activo de la Fédération de l'industrie horlogère suisse y produce alrededor de 20.000 relojes al año.

## Lema y eslogan
El lema de la empresa Vacheron Constantin es "Faire mieux si posible, ce qui est toujours posible (Hazlo mejor si es posible, y eso siempre es posible)". El lema apareció por primera vez en una carta de François Constantin a Jacques-Barthélémy, fechada el 5 de julio de 1819.

## Fabricación de relojes

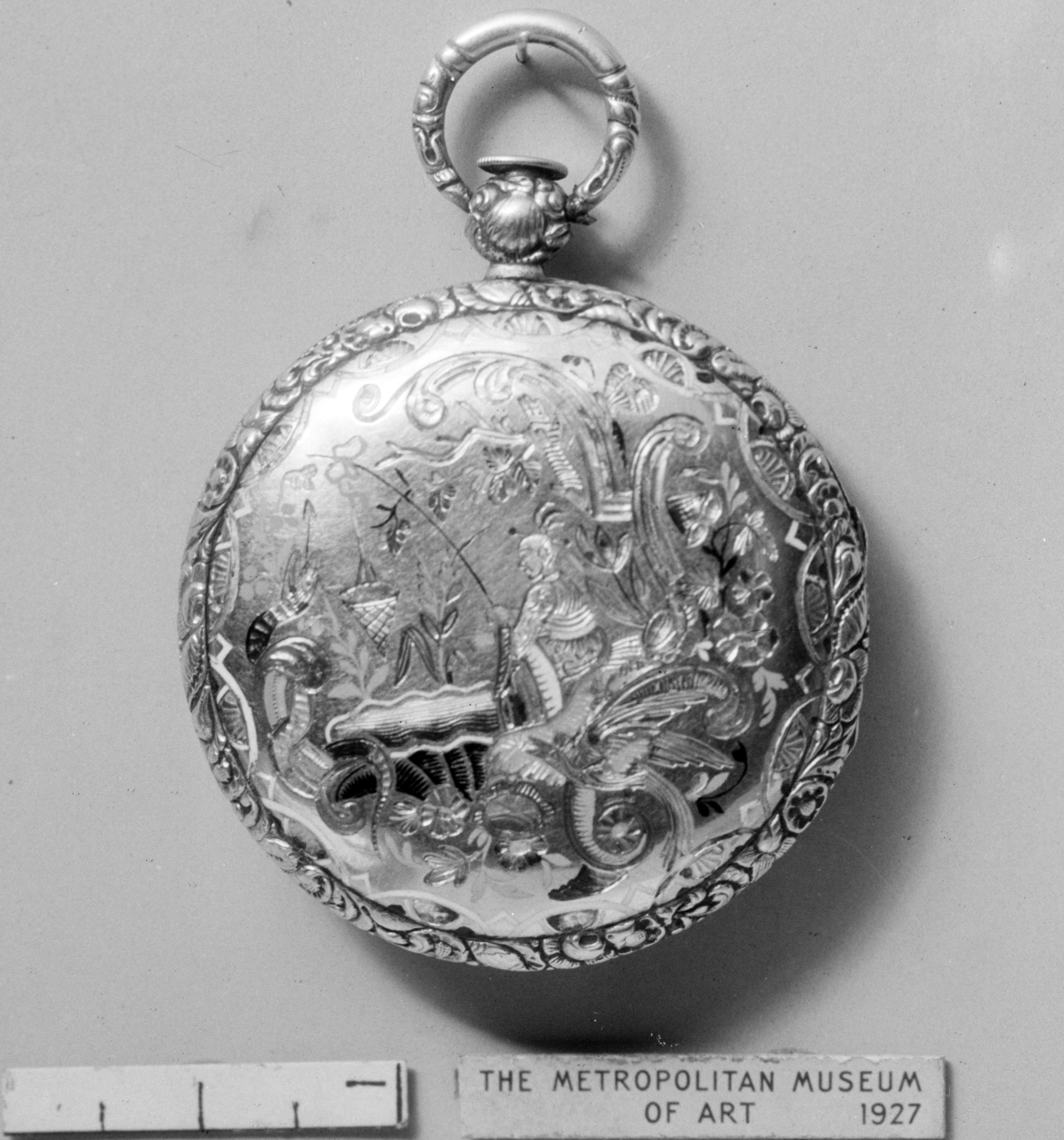
Reloj de bolsillo Vacheron Constantin en el Museo Metropolitano de Arte de Nueva York

### Invenciones y patentes notables
Los siguientes son algunos de los logros notables de Vacheron Constantin en la fabricación de relojes.
- En 1790, creó el primer reloj del mundo con complicaciones.[1]
- En 1824, creó un reloj de horas saltantes.[1]
- En 1885, creó el primer reloj antimagnético, que incluía un surtido completo de palancas fabricadas con materiales capaces de soportar campos magnéticos. Su construcción incluía un volante regulador, resorte regulador y un eje de palanca que estaban hechos de paladio, los brazos de palanca en bronce y la rueda de escape era de oro.
- En 1901, recibió el primer "Sello de Ginebra" para sus relojes.[1]
- En 1929, creó un reloj de bolsillo "Grande Complicación", N.º 402833, para el sultán Fuad I de Egipto.[1][37]
- En 1955, produjo el movimiento de cuerda manual más delgado del mundo, el Calibre 1003.[1]
- En 1992, creó el repetidor de minutos más delgado del mundo, el Calibre 1755.[1]
- En 2015, creó el Reference 57260, el reloj mecánico de bolsillo más complicado jamás fabricado, con 57 complicaciones.[12][38]

### Clasificación medioambiental
En diciembre de 2018, el Fondo Mundial para la Naturaleza (WWF) publicó un informe en el que asignaba calificaciones medioambientales a 15 de los principales fabricantes de relojes y joyería de Suiza. Vacheron Constantin recibió una calificación ambiental promedio como "Upper Midfield", lo que sugiere que el fabricante ha tomado las primeras medidas para abordar el impacto de sus actividades de fabricación en el medio ambiente y sobre el cambio climático.

## Modelos notables

### Piezas más caras

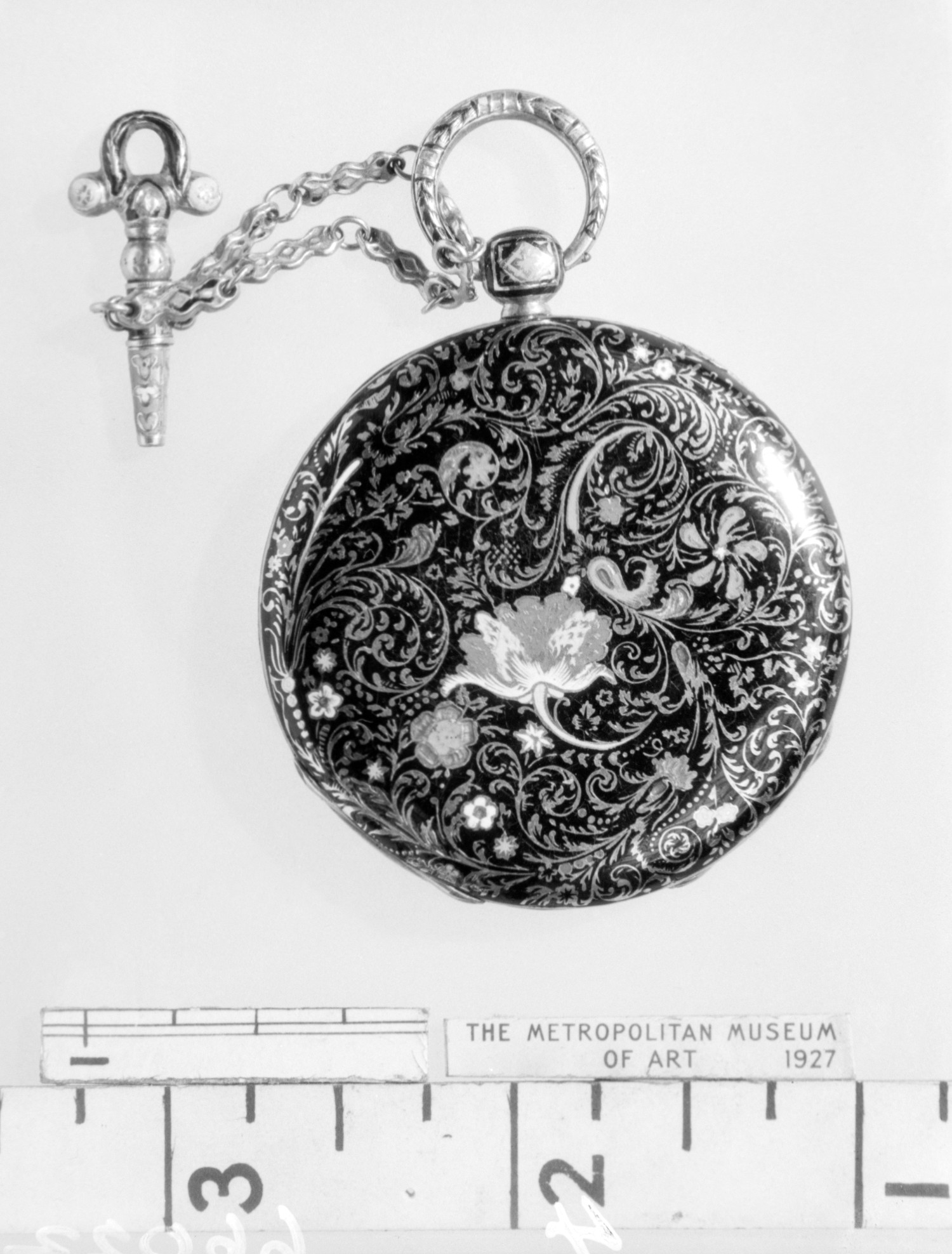
Reloj de bolsillo Vacheron Constantin en el Museo Metropolitano de Arte de Nueva York

- En 1979, Vacheron Constantin fabricó el Kallista, uno de los relojes más caros del mundo. Su precio inicial era de 5 millones de dólares, pero en 2016 el reloj estaba valorado en unos 11 millones de dólares.[41] Este modelo tenía 118 diamantes talla esmeralda. Los maestros relojeros tardaban unas 6.000 horas en fabricar este reloj y los joyeros necesitaban unos 20 meses para colocar la pedrería.[42]
- El 3 de abril de 2005, el reloj de bolsillo Vacheron Constantin Ref. 402833 (1929), propiedad de Fuad I de Egipto, alcanzó un precio final de 2,77 millones de dólares en la subasta Antiquorum de Ginebra.[11][43][37]
- El 3 de abril de 2005, Antiquorum subastó un misterioso reloj de Vacheron Constantin por 1,83 millones de dólares también en Ginebra.[44]
- El 3 de abril de 2005, un reloj de pulsera Tour de I'lle de Vacheron Constantin se vendió por 1,56 millones de dólares en la subasta de Antiquorum en Ginebra.[45][46]
- El 15 de junio de 2011, un reloj de bolsillo Vacheron Constantin repetidor de minutos (de 1918), propiedad de James Ward Packard, fue subastado por 1,76 millones de dólares en la subasta de Christie's de Nueva York.[47]

### Reloj de pulsera Overseas
En 1996, Vacheron Constantin presentó formalmente una nueva línea deportiva de alta gama llamada Overseas. Sin embargo, el precursor de la colección Overseas se introdujo originalmente en 1977 durante la crisis del cuarzo, el reloj de pulsera Ref. 222, concebido por un diseñador de 23 años llamado Jorg Hysek.
La versión original de Overseas se renovó en 2004 y se reeditó nuevamente en 2016. Algunos de los relojes de pulsera Overseas también vienen con complicaciones, como cronógrafo, hora mundial, tourbillon, fase lunar y otras.

### Reloj de pulsera Patrimony

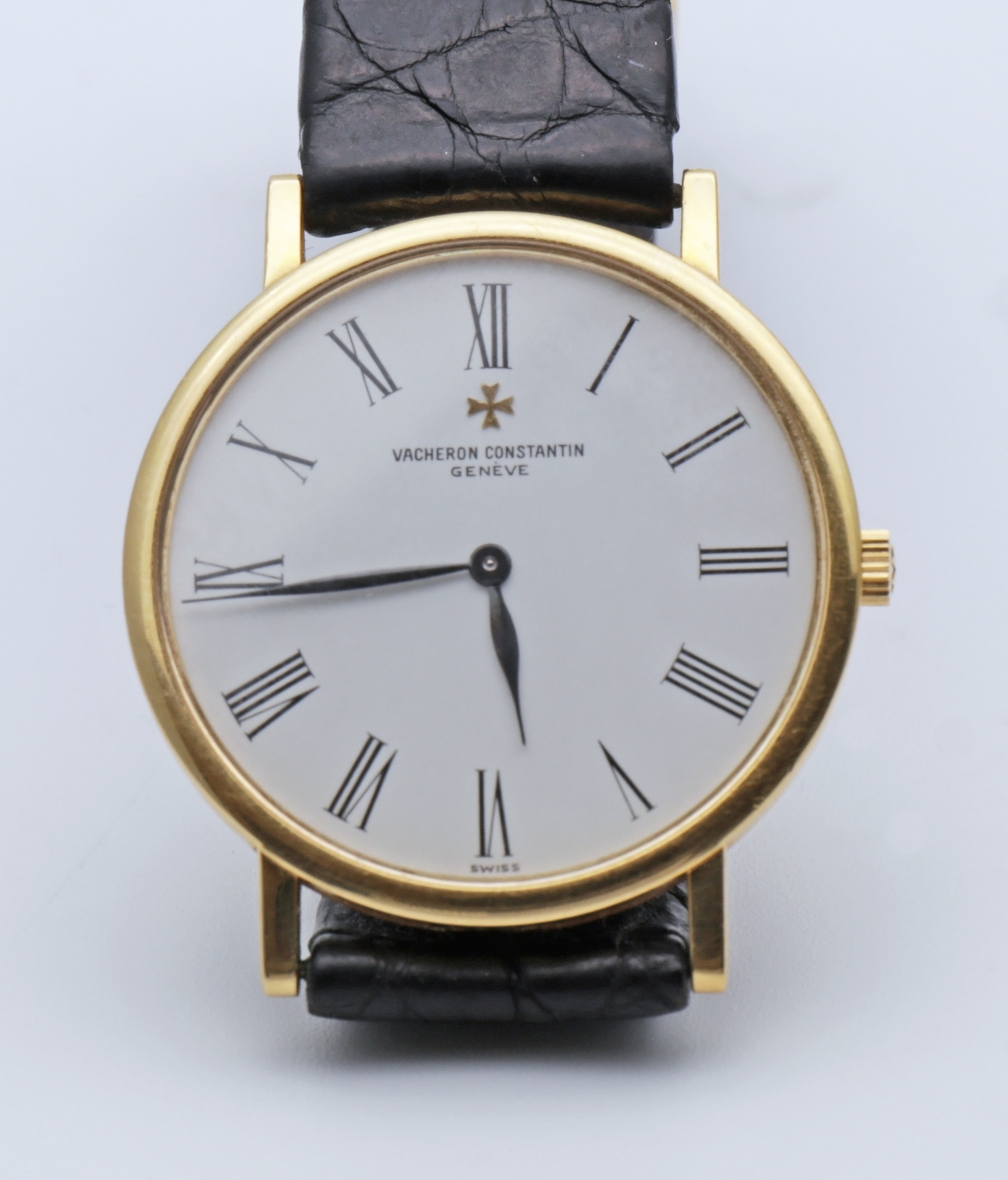
Reloj de pulsera Vacheron Constantin Patrimony

El reloj de pulsera Patrimony es otro modelo de Vacheron Constantin. La colección se presentó en 2004 y es conocida por su diseño sencillo y elegante, así como por su carcasa ultrafina. El diseñador se inspiró en algunos de los modelos de relojes de la compañía allá por los años 1950.
En 2009, Vacheron Constantin decidió integrar el repetidor de minutos en algunos de los relojes de pulsera Patrimony, y el producto final fue el Calibre Patrimony 1731, la repetición de minutos más delgada del mundo. La colección actual del modelo también incluye algunas otras complicaciones, como calendario perpetuo o fase lunar.

### Reloj de pulsera Métiers d'Art
En 2007, Vacheron Constantin presentó la colección de relojes Métiers d'Art 'Les Masques' que presenta reproducciones en miniatura de máscaras artísticas primitivas. La empresa seleccionó 12 máscaras de la colección de un museo privado y las reprodujo a pequeña escala. Las máscaras miniaturizadas aparecen en el centro de la esfera de cada reloj de la colección 'Les Masques'.
En 2012, Vacheron Constantin presentó la colección de relojes Métiers d'Art 'Les Univers Infinis', un diseño de formas entrelazadas inspirado en el trabajo del artista holandés M. C. Escher.

### Edición 250 aniversario
En 2005, Vacheron Constantin creó el reloj de pulsera "Tour de I'lle" para conmemorar el aniversario de los 250 años de la firma. El reloj incluye 834 piezas y 16 complicaciones, como tourbillon, repetidor de minutos y fases lunares, y requirió más de 10.000 horas de investigación y desarrollo.

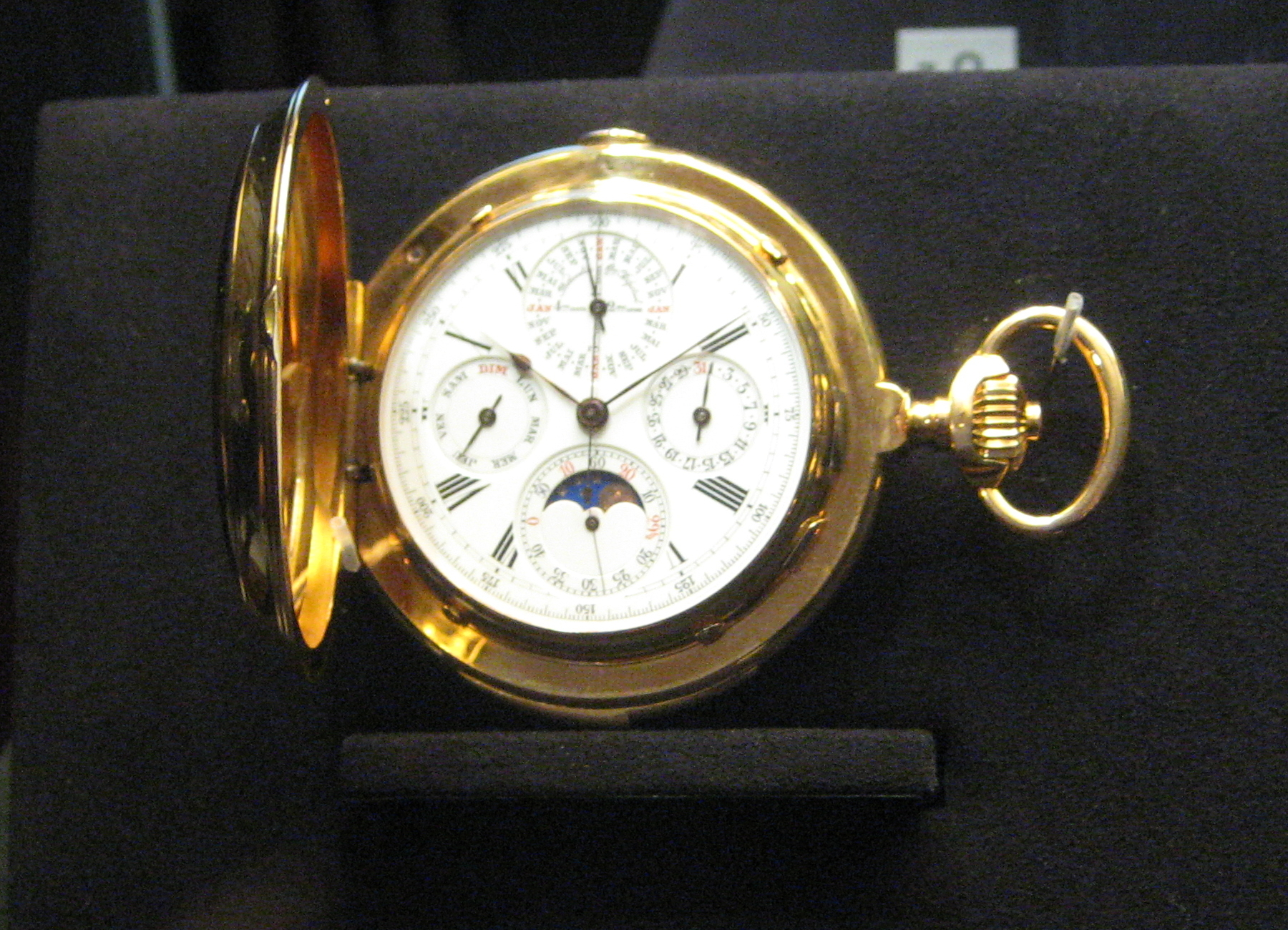
Reloj de bolsillo Vacheron Constantin (1901)

Es uno de los relojes de pulsera más complicados del mundo. En total solo se fabricaron siete piezas, cada una de las cuales tuvo un precio de venta superior al millón de dólares. El 3 de abril de 2005, un reloj de pulsera Tour de I'lle alcanzó un precio final de 1,56 millones de dólares en la subasta Antiquorum de Ginebra. La pieza subastada tiene una esfera negra única.

### Edición 260 aniversario

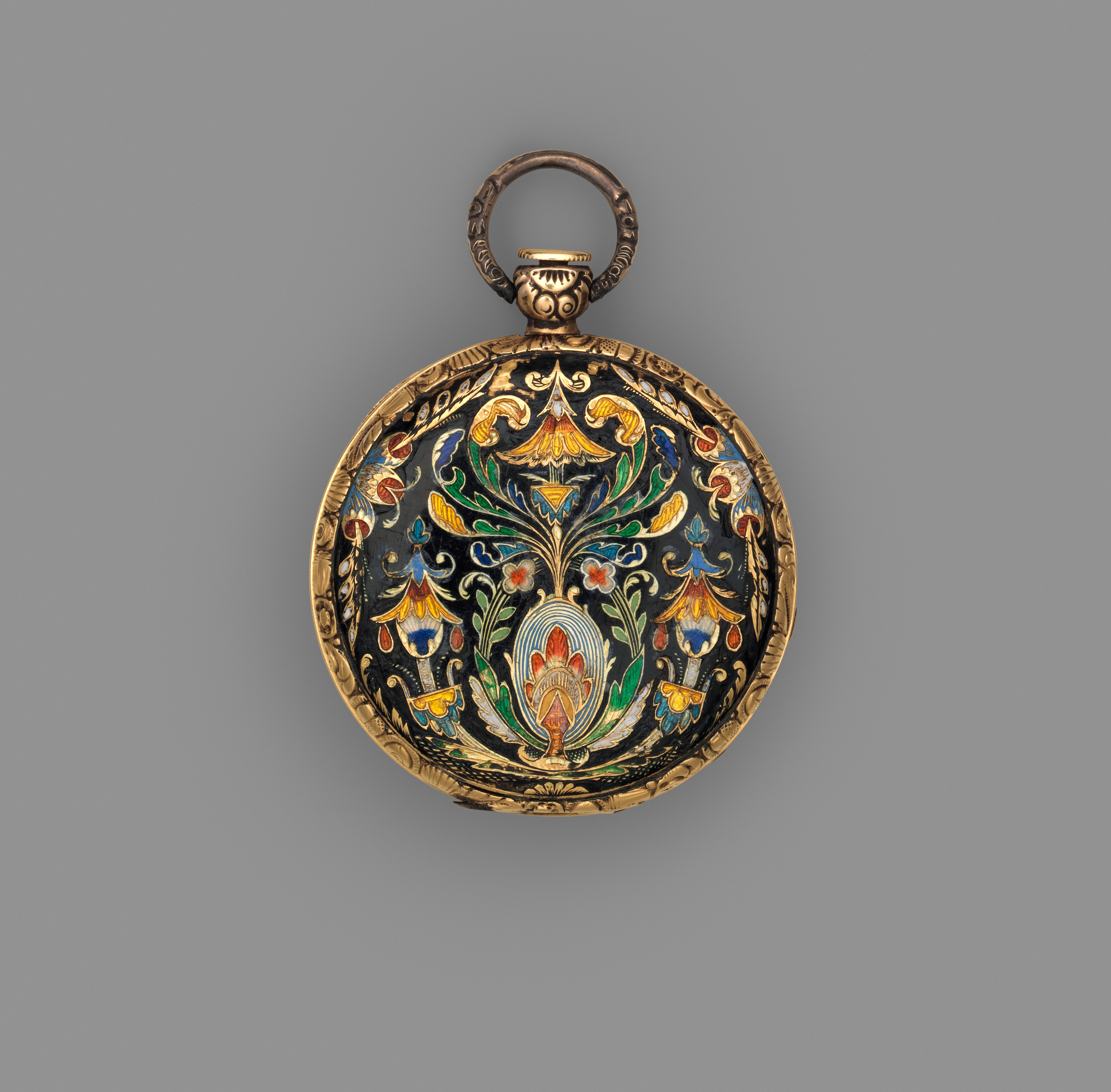
Reloj de bolsillo Vacheron Constantin en el Museo Metropolitano de Arte de Nueva York

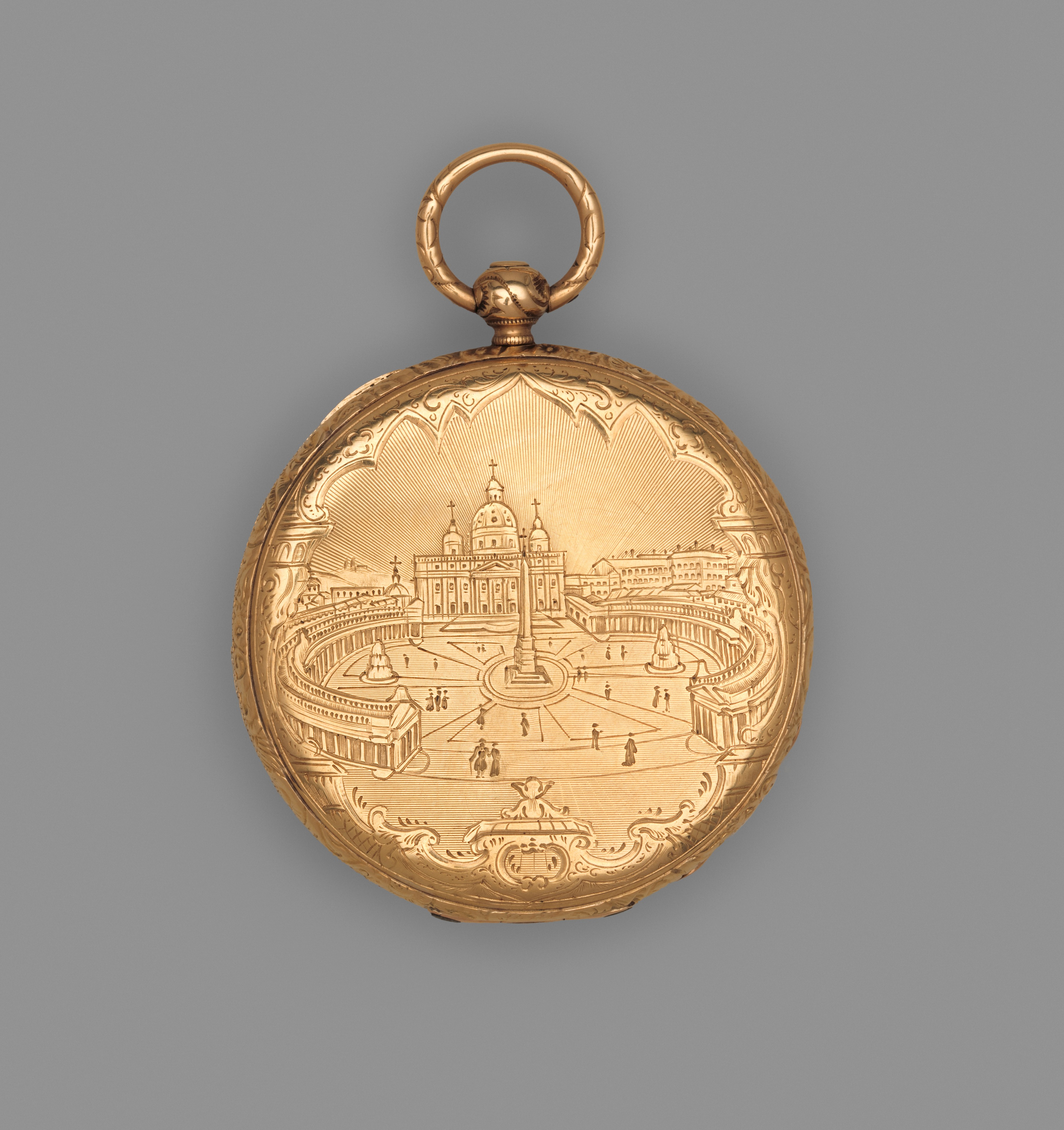
Reloj de bolsillo Vacheron Constantin en el Museo Metropolitano de Arte de Nueva York

En 2015, durante el 260 aniversario del fabricante, Vacheron Constantin presentó el reloj mecánico más complicado del mundo, llamado Reference 57260. Tres relojeros tardaron ocho años en construir a petición de un cliente este reloj de bolsillo con 57 complicaciones. Vacheron Constantin no quiso revelar el precio exacto de este reloj, pero confirmó que oscilaba entre 8 y 20 millones de dólares estadounidenses.
La referencia 57260 forma parte del linaje de relojes de bolsillo grandes y complicados hechos a medida de Vacheron Constantin desde el reloj de bolsillo de James Ward Packard (1918), que fue subastado por 1.763 millones de dólares por Christie's en Nueva York el 15 de junio de 2011. Además, el reloj de bolsillo Vacheron Constantin Ref 402833 (1929), diseñado para Fuad I de Egipto se vendió por 2,77 millones de dólares en Ginebra el 3 de abril de 2005. En 1946, la empresa diseñó un complicado reloj de bolsillo para Faruq de Egipto, el sucesor del rey Fuad I, y en 1948 la empresa diseñó otro para el conde Guy de Boisrouvray de Francia.

## Galería de imágenes

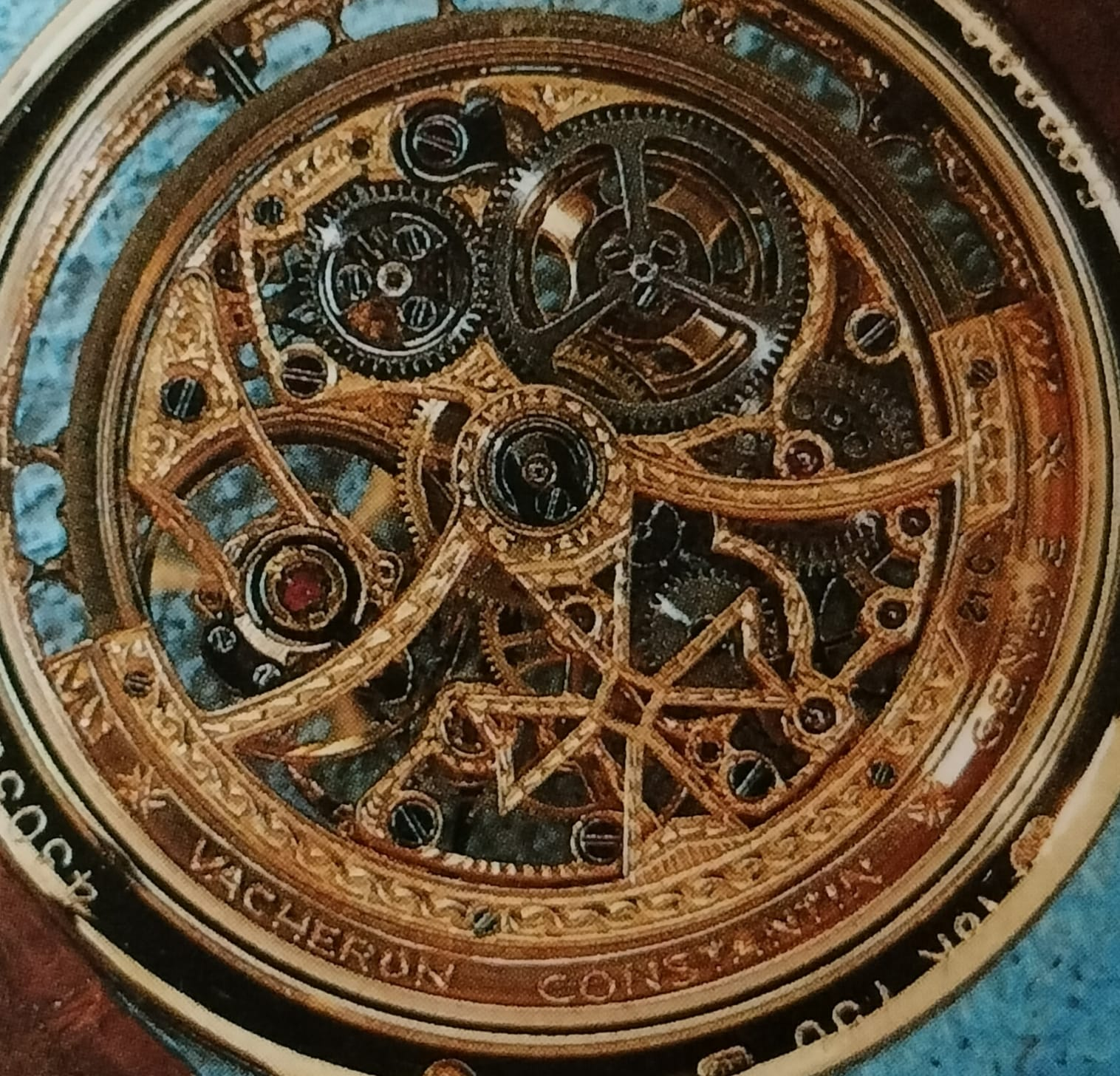
Mecanismo
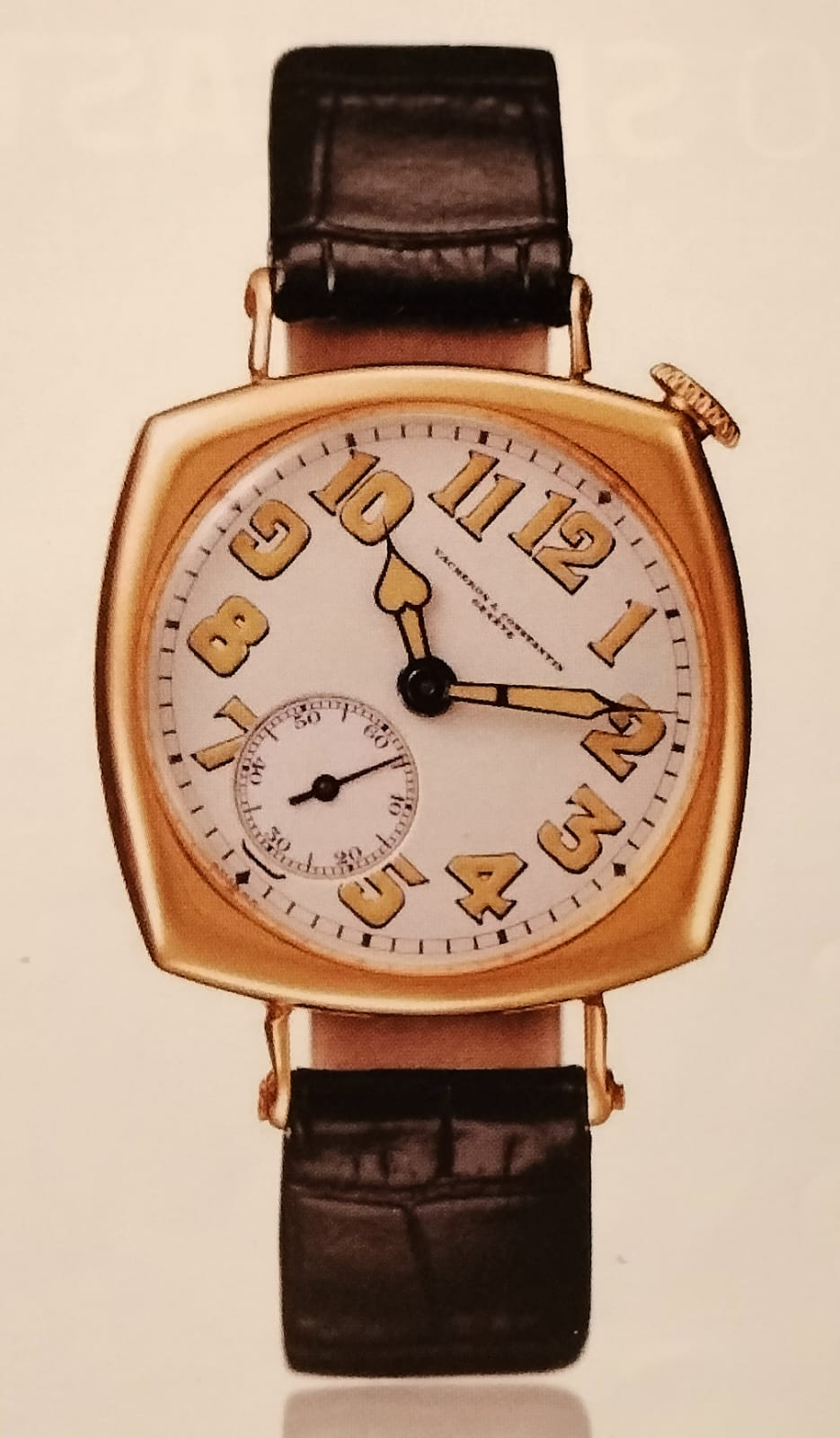
Reloj de conducción
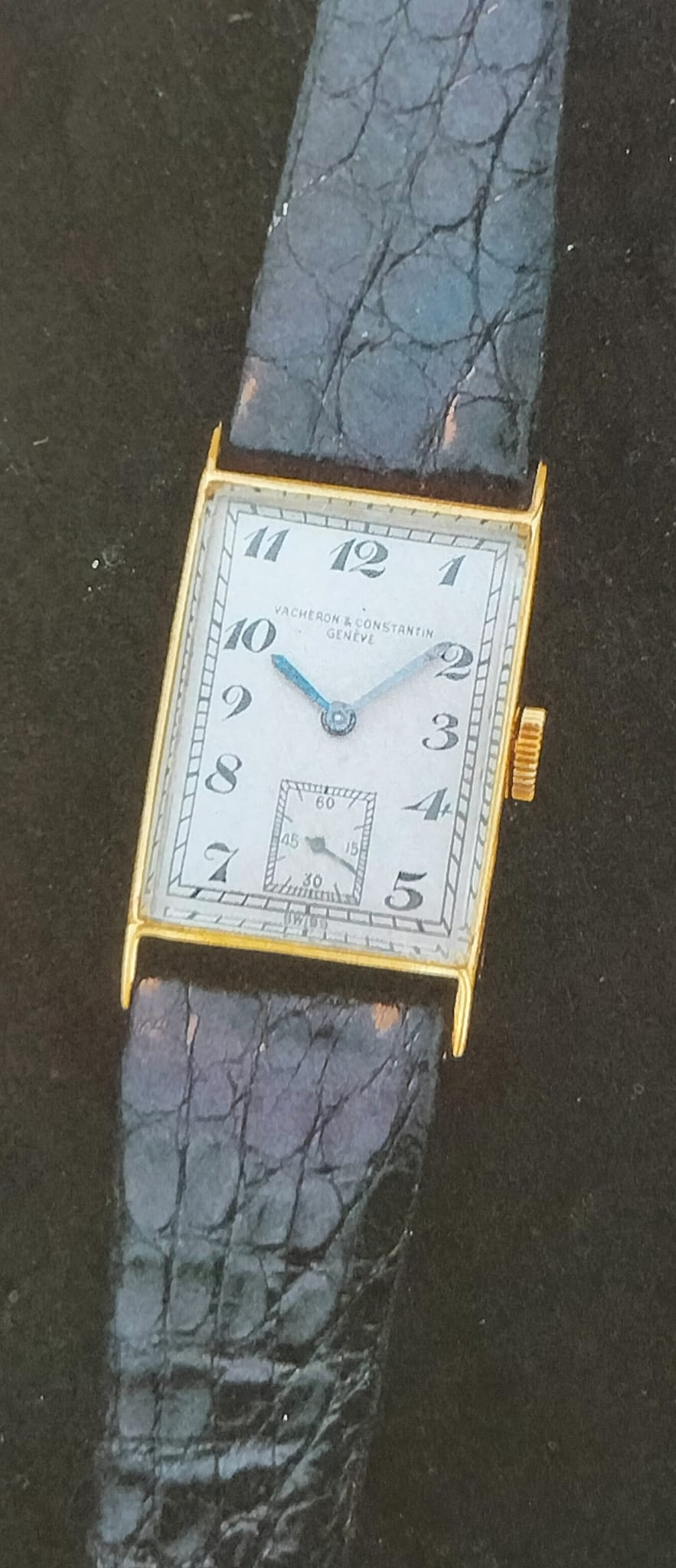
Reloj de pulsera
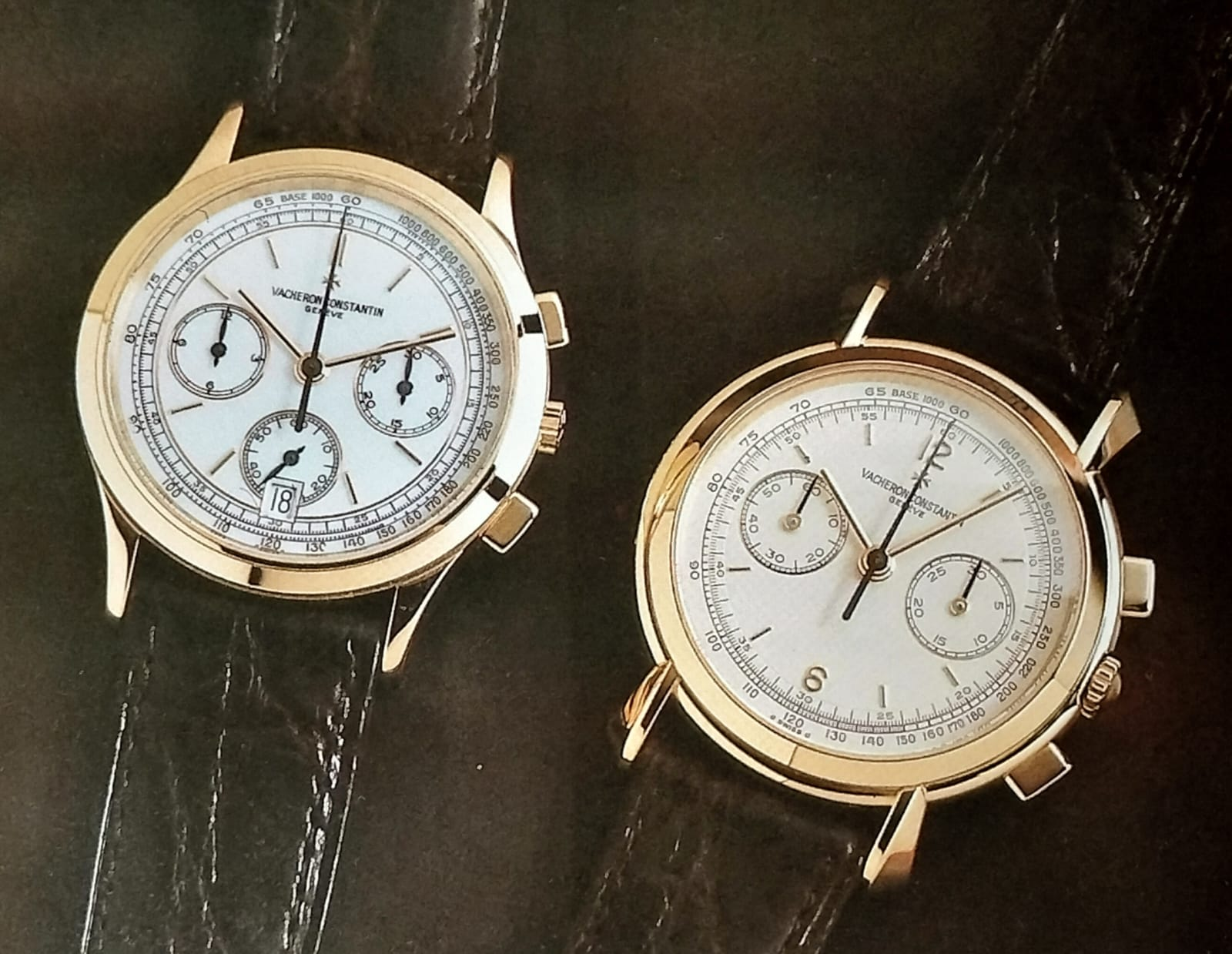
Cronómetros
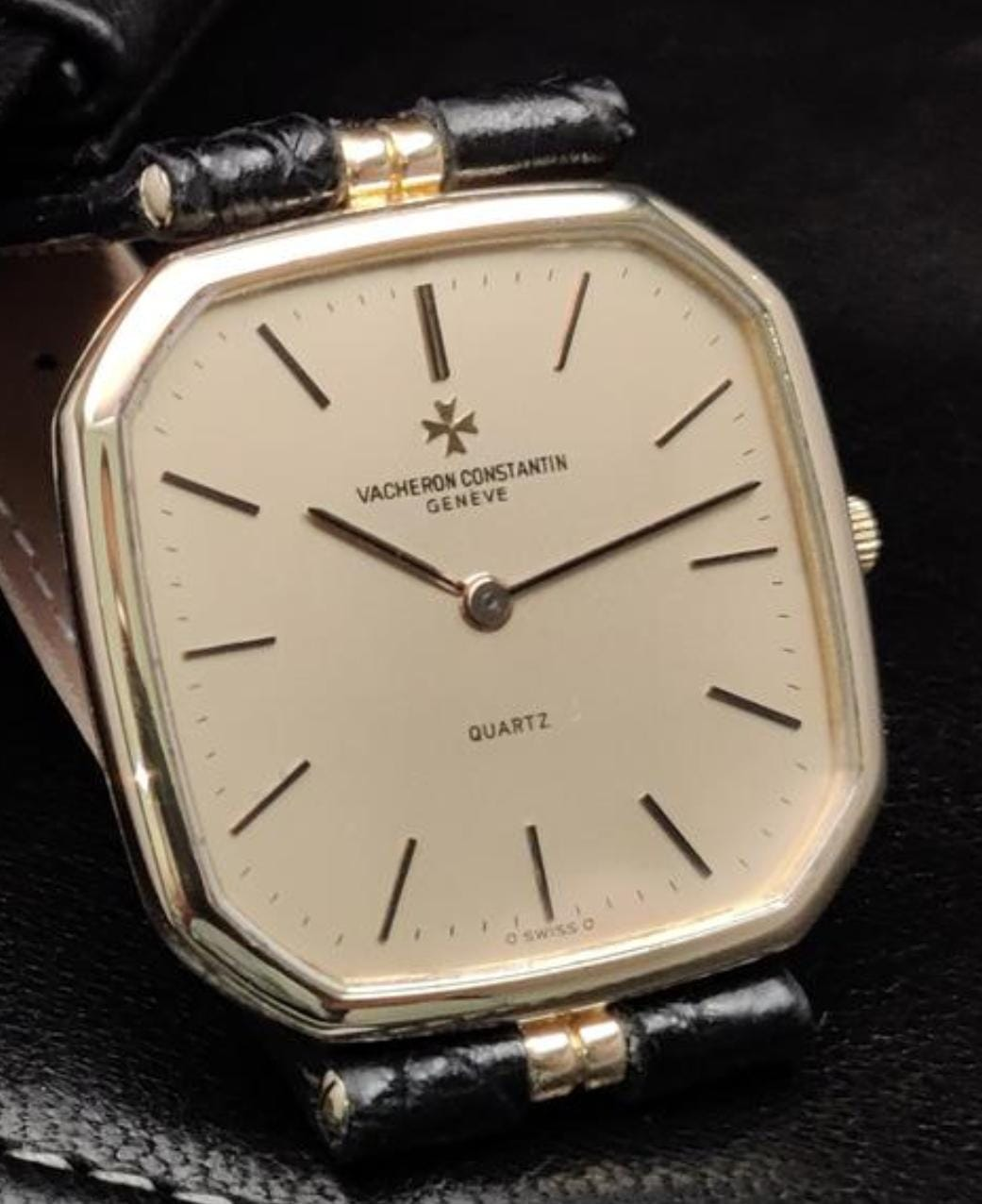
Reloj de cuarzo
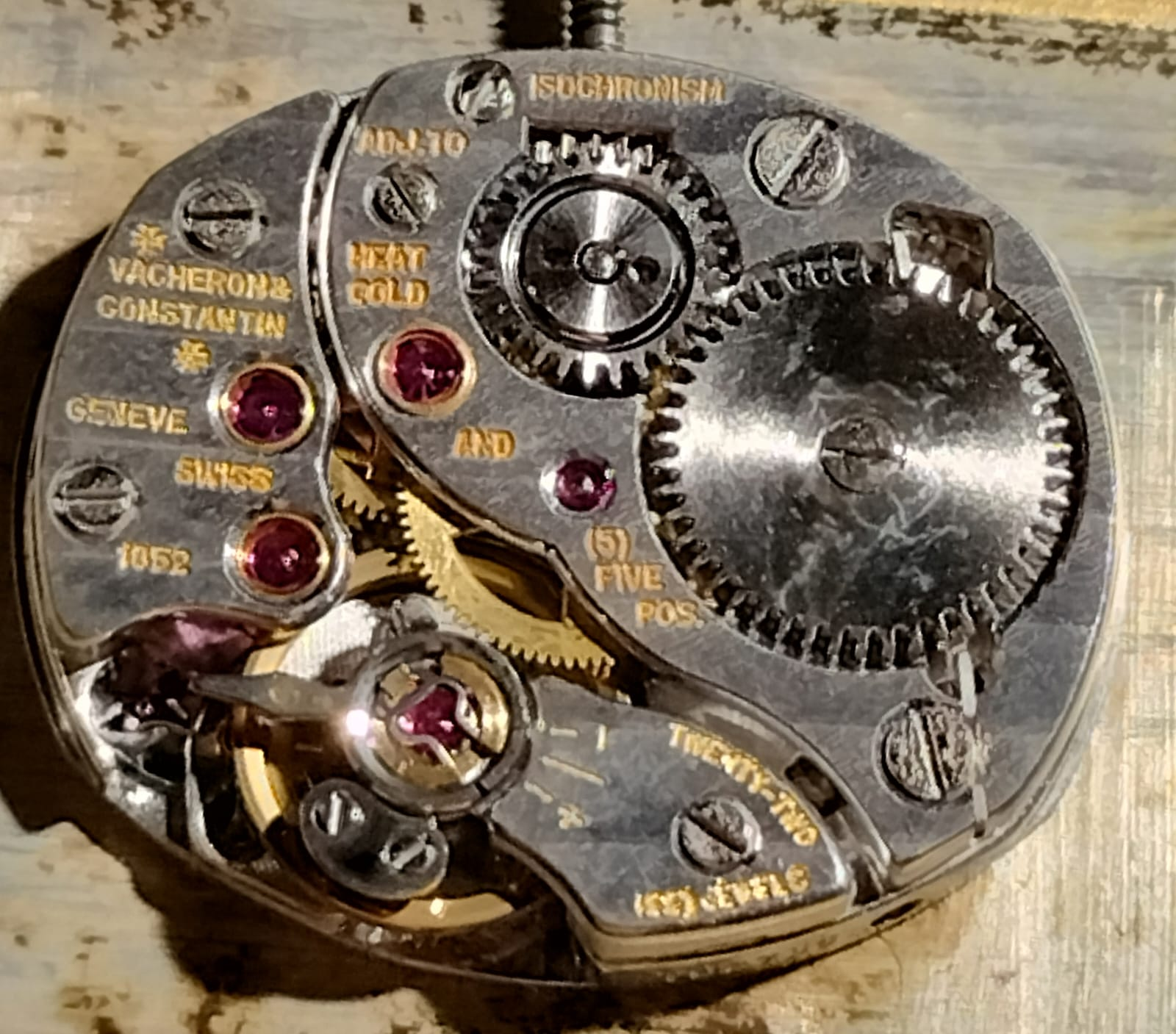
Calibre 1052
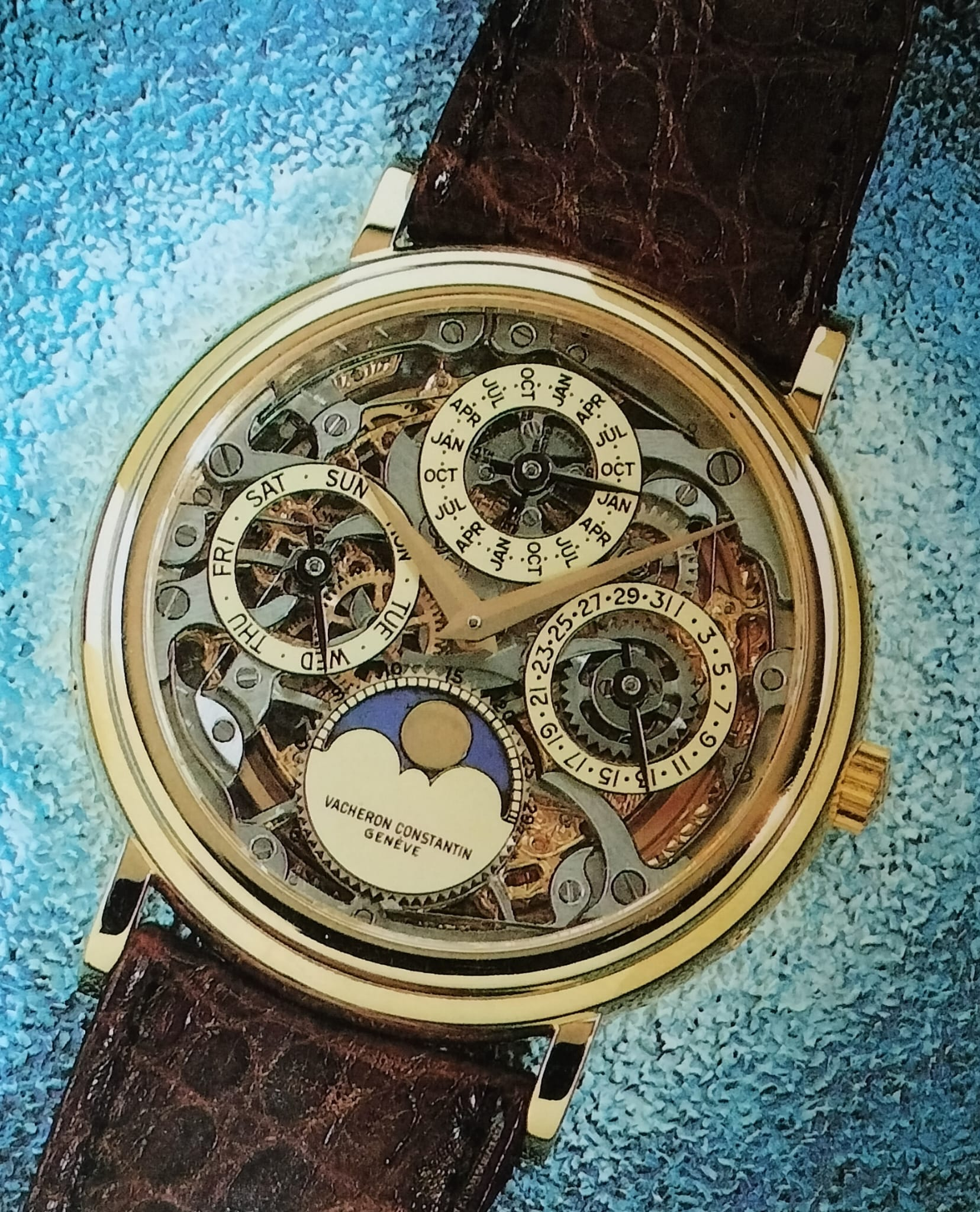
Calendario perpetuo
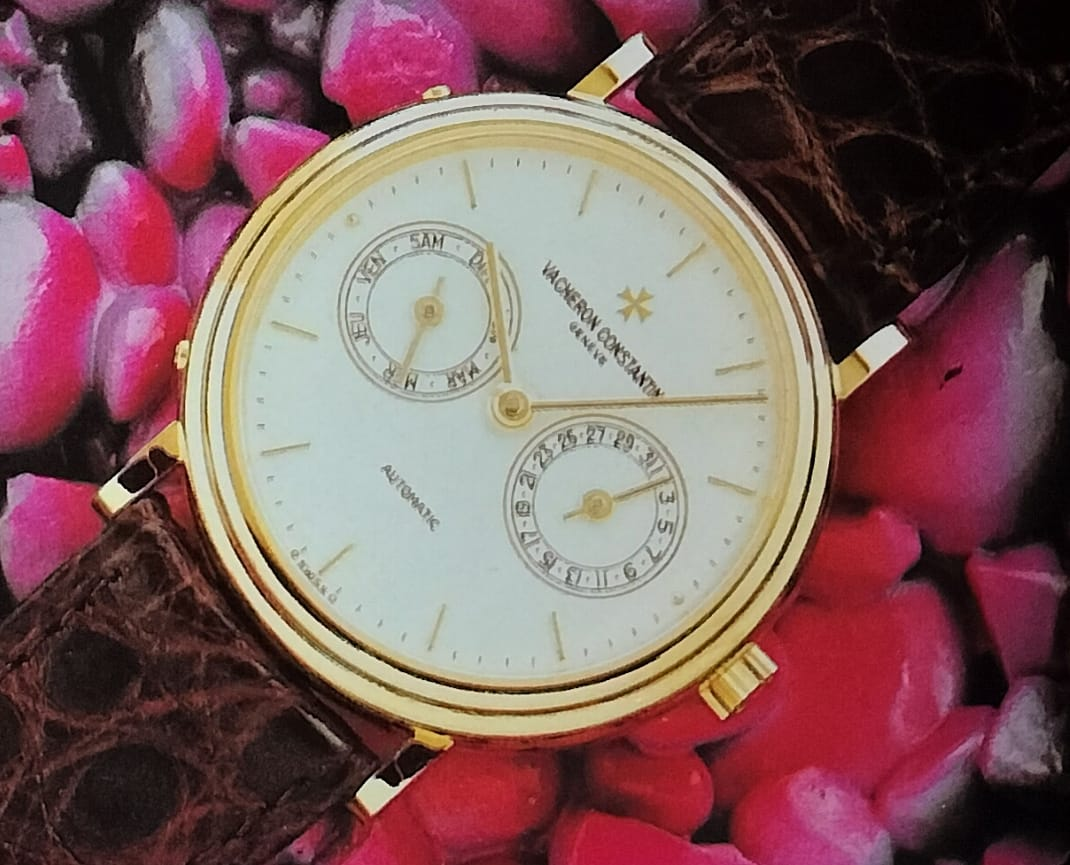
Modelo automático
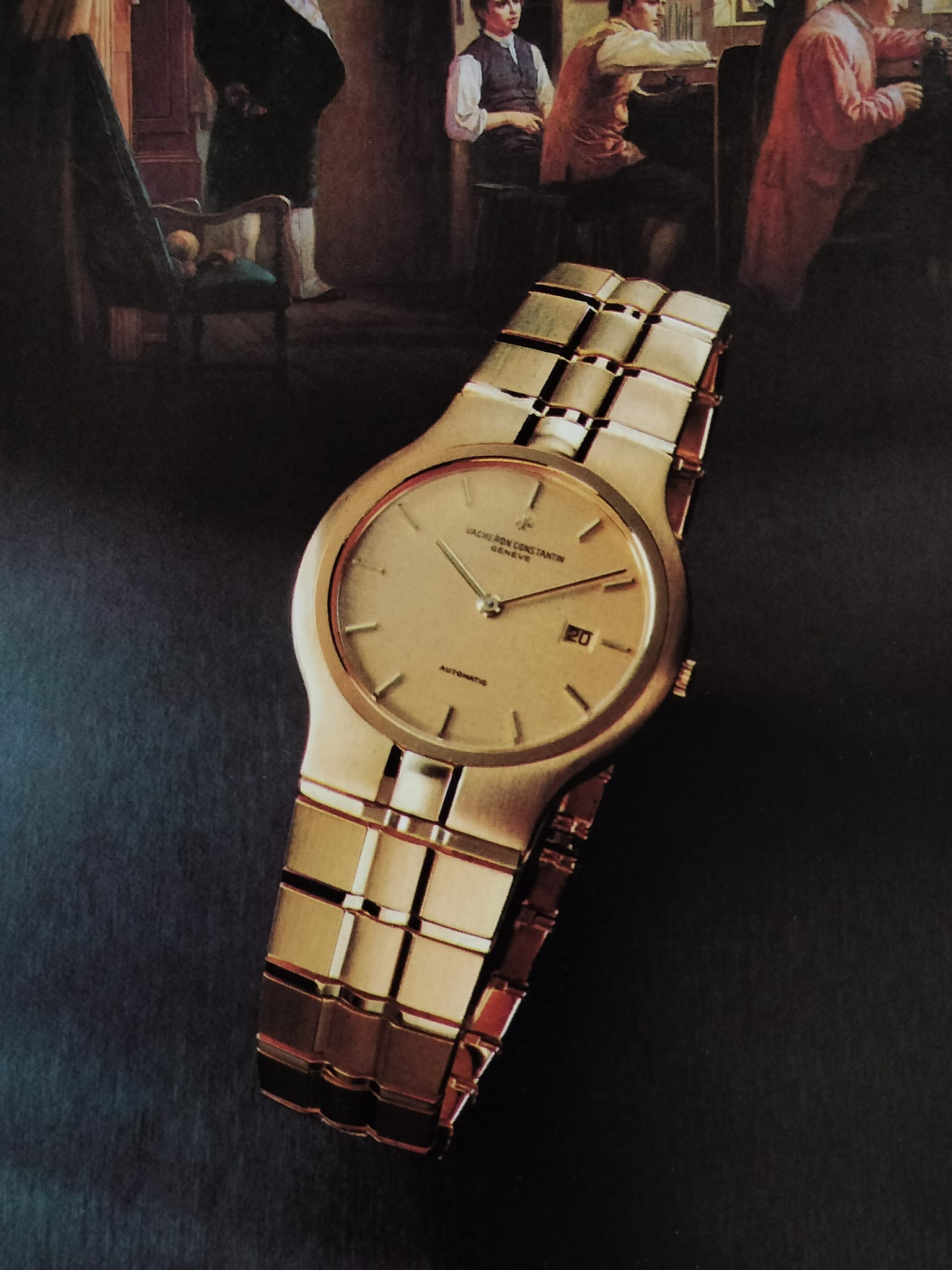
Modelo Phidias
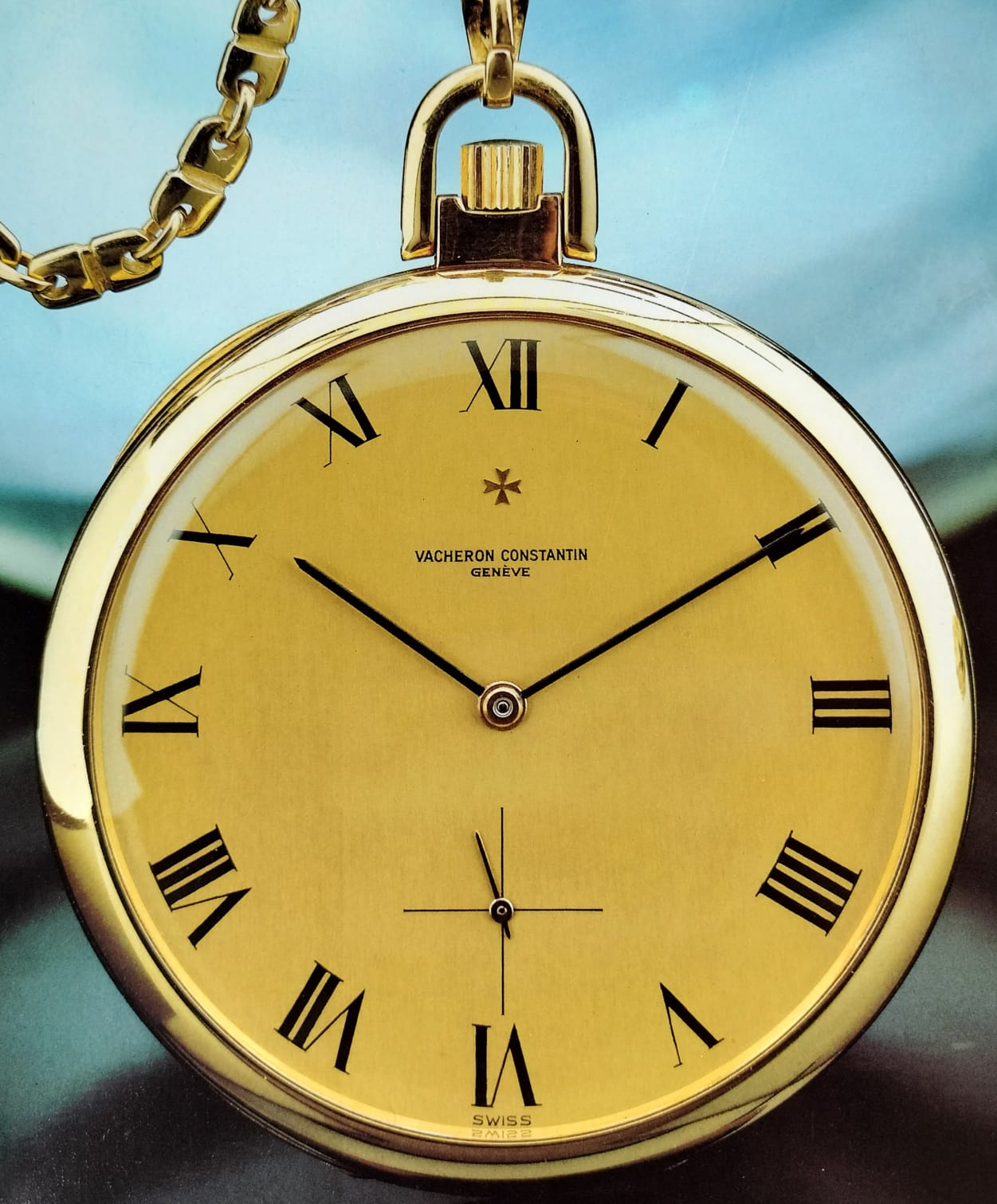
Modelo de bolsillo
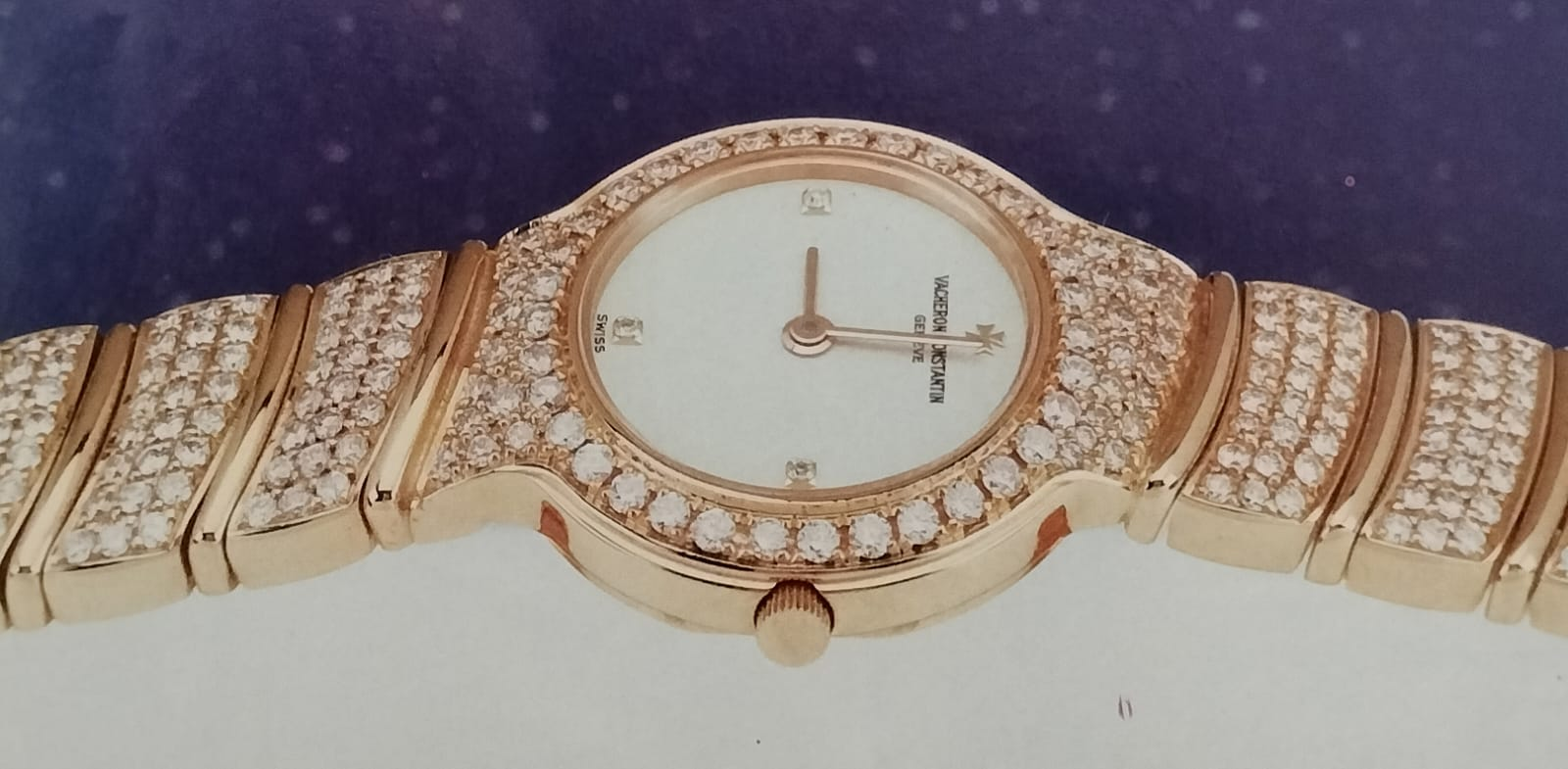
Reloj joya
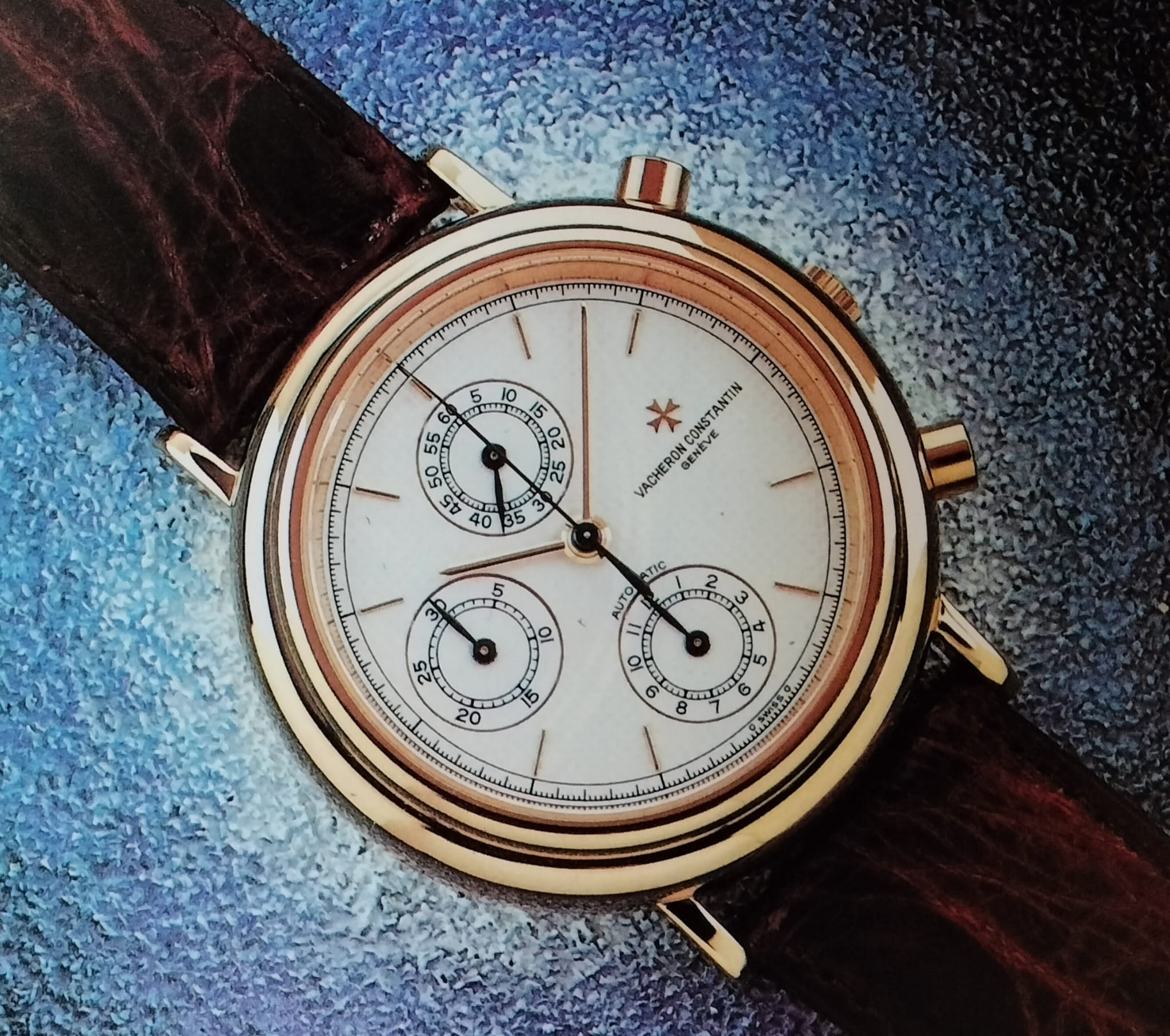
Cronógrafo automático
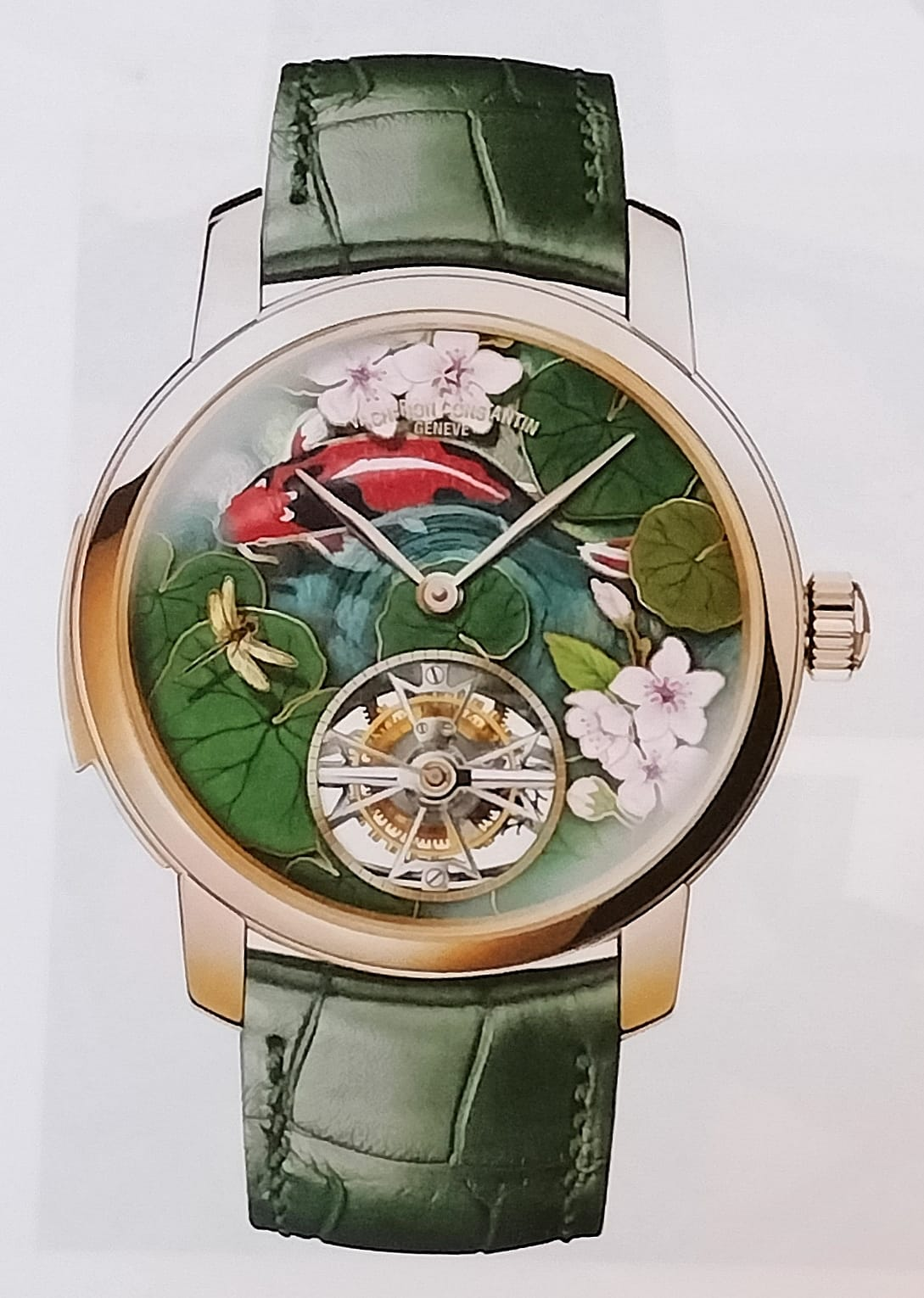
Tourbillón